# Toca Boca
Toca Boca est un studio de développement de jeux vidéo. Il se concentre principalement sur des applications ludiques sur smartphones et tablettes à destination des enfants. La compagnie a été fondée en 2010 par Björn Jeffery et Emil Ovemar à Stockholm.

## Jeux développés
- Toca Hair Salon, 5 jeux
Toca Hair Salon est une application ludique permettant à l'enfant d'inventer et d'expérimenter des coiffures sur des clients d'un salon virtuel. Toca Hair Salon 2 propose des cheveux plus réalistes et des accessoires. Toca Hair Salon Me permet d'intégrer des photos de visages réels sur la tête des clients. Toca Hair Salon: Christmas Gift permet de relooker le père Noël. Toca Hair Salon 3 propose davantage de fonctionnalités (et obtient la note 8/10 dans le magazine Canard PC[3])
- Toca Kitchen, 3 jeux
Toca Kitchen est une application ludique permettant à l'enfant d'inventer et d'expérimenter des recettes dans une cuisine virtuelle. Toca Kitchen Monsters met en scène des clients à l'apparence de monstres gentils. Toca Kitchen 2 est un nouvel épisode entièrement en 3D.
- Toca Band
- Toca Birthday Party
- Toca Blocks
- Toca Boo
- Toca Builders
- Toca Cars
- Toca Dance Free
- Toca Doctor
- Toca House
- Toca Lab: Elements
- Toca Life: City
- Toca Life: Farm
- Toca Life: Hospital
- Toca Life: Neighborhood
- Toca Life: Pets
- Toca Life: School
- Toca Life: Stable
- Toca Life: Town
- Toca Life: Vacation
- Toca Life: World
- Toca Mini
- Toca Nature
- Toca Pet Doctor
- Toca Robot Lab
- Toca Store
- Toca Tailor Fairy Tails
- Toca Tea Party
- Toca Train
- Paint My Wings